# راز سوم (فیلم)
راز سوم (انگلیسی: The Third Secret) فیلمی در ژانر جنایی به کارگردانی چارلز کریچتون است که در سال ۱۹۶۴ منتشر شد.
داستان فیلم در مورد یک خبرنگار است که می‌کوشد به راز قتل یا خودکشی یک روانپزشک سرشناس پی ببرد.

## بازیگران
- استیون بوید
- پاملا فرانکلین
- جک هاوکینز
- ریچارد اتنبورو
- دیان کیلنتو
- جودی دنچ
- یانگ دونپورت
- پیتر کاپلی